# جون بيدير زين
جون بيدير زين (بالإنجليزية: John Peder Zane)‏ هو صحفي أمريكي، ولد في 27 مايو 1962.